# Go-Fukakusa
Go-Fukakusa (後深草天皇, Go-Fukakusa-tennō; 28 giugno 1243 – 17 agosto 1304) è stato l'89º imperatore del Giappone secondo il tradizionale ordine di successione.

## Biografia
Il suo regno ebbe inizio nel 1246 e terminò nel 1260. Il suo nome personale era Hisahito (久 仁?, Hisahito).
Si tratta del secondo figlio dell'imperatore Go-Saga, dall'imperatrice Saionji (Fujiwara) Kimiko (西園寺（藤原）公子) ebbe, fra gli altri,  la principessa Takako (貴子内親王) e la principessa Reiko (姈子内親王) (moglie poi dell'imperatore Go-Uda).
Sottoposto dal padre a forti pressioni, abdicò nel 1260 e l'impero passò nelle mani del fratello minore, il nuovo imperatore Kameyama.